# La Bega Baixa
La Bega Baixa o Barri San Josep (en español La Bega Baja o Barrio San José) es un barrio de la ciudad de Valencia (España), perteneciente al distrito de Algirós. Está situado al este de la ciudad y limita al norte con La Carrasca, al este con Ciudad Jardín, al sur con Amistat y al oeste con Ciudad Universitaria. Su población en 2022 era de 5.396
Dispone de una falla llamada Falla del barrio San José y tiene una asociación de vecinos con el mismo nombre del barrio, San José. 